# Puzzle and Dragons
Puzzle and Dragons (パズル&ドラゴンズ) est un jeu vidéo de puzzle et de rôle développé et édité par GungHo Online Entertainment, sorti en 2012 sur iOS et Android.

## Événements
Puzzle and Dragons a été souvent croisé avec d'autres franchises de jeu vidéo ou d'anime ou marques lors d'événements spéciaux.
- Ragnarök Online
- Emil Chronicle Online[1]
- Taiko no Tatsujin
- Gunma's Ambition
- Crystal Defenders[2],[3]
- GungHo's Princess Punt
- Google Play
- Le chocolat Shinra Bansho
- Rebuild of Evangelion[4],[5]
- Clash of Clans
- 7-Eleven
- Taito Corporation's Groove Coaster Zero and Space Invaders[6]
- Takaoka's Amitan Musume
- Ragnarok Odyssey Ace
- Dragon's Dogma Quest[7]
- Monster Hunter Felyne Bazaar[7],[8]
- Batman: Arkham Origins[9]
- Baskin-Robbins ("Thirty-One Ice Cream")
- Angry Birds[10],[11]
- Sanrio's Hello Kitty[12],[13]
- Puzzle and Dragons Z
- Hunter × Hunter[14],[15]
- Puzzle and Dragons Battle Tournament[16],[17]
- Beams
- Dragon Ball Z Kai[18],[19],[20]
- Les Chevaliers du Zodiaque : La Légende du Sanctuaire[21]
- Bikkuriman[22],[23]
- Monster Hunter 4 Ultimate[24]
- DC Comics: The New 52[25]
- Puzzle and Dragons Trading Card Game
- Ken le Survivant[26]
- Final Fantasy[27],[28]
- Bleach[29]
- L'Attaque des Titans[30]
- Ghost in the Shell: The New Movie
- Crows
- Weekly Shōnen Sunday[31]
  - Détective Conan
  - Inu-Yasha
  - Urusei Yatsura
  - Ushio to Tora
  - Kyō Kara Ore Wa!!
  - Flame of Recca
  - Magi
- Voltron[32]

## Accueil

### Critique
- Pocket Gamer : 7/10[33]

### Ventes
Puzzle and Dragons suit un modèle free-to-play. En septembre 2015, le jeu avait été téléchargé plus de 50 millions de fois. Il s'agit d'un premier jeu mobile de l'histoire à dépasser les 1 milliard de dollars de revenu.

## Postérité
Puzzle and Dragons a connu plusieurs déclinaisons :
- 2013 : Puzzle and Dragons Z (Nintendo 3DS)
- 2014 : Puzzle and Dragons Battle Tournament (borne d'arcade)
- 2015 : Puzzle and Dragons: Super Mario Bros. Edition (Nintendo 3DS)
- 2015 : Puzzle and Dragons Z + Puzzle and Dragons: Super Mario Bros. Edition, compilation (Nintendo 3DS)
- 2016 : Puzzle and Dragons X, versions Kami no shō et Ryū no shō (Nintendo 3DS)
- 2016 : Taisen Puzzle and Dragons X (Nintendo 3DS)